# Газивода
Газивода е най-големият язовир на територията на Косово и Централна Сърбия.
Изграден е в горното течение на река Ибър в т.нар. Ибърски Колашин, Община Зубин поток.
Дължината му е 24 km, а височината на язовирната стена – 107 m. Водната площ на язовира е 11,9 km², от които 9,2 км2 са в Косово (77,4%) и 2,7 км2 остават в т.нар. Стара Рашка в Централна Сърбия (22,6%).